# Ostwald (cráter)

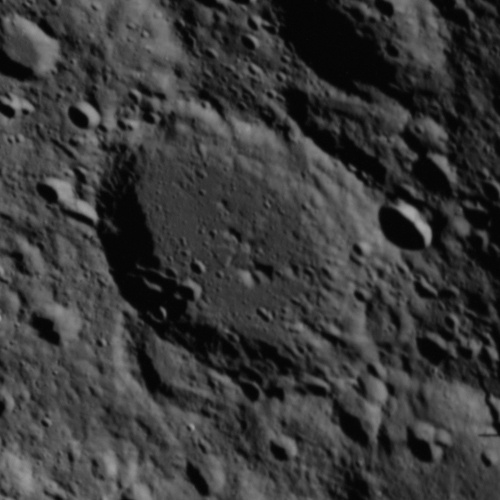
Fotografía de la misión Apolo 14

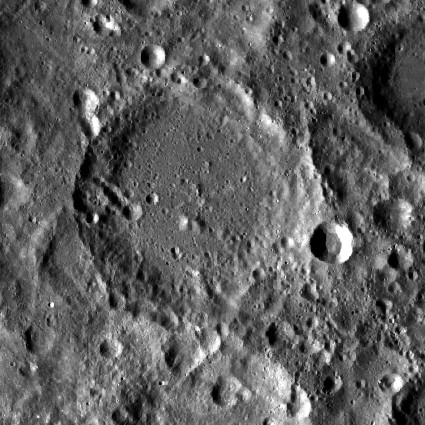
Fotografía de la misión Lunar Reconnaissance Orbiter

Ostwald es un cráter de impacto perteneciente a la cara oculta de la Luna. Se encuentra justo al este del cráter Guyot, y cerca de la frontera norte de Ibn Firnas. Recht se localiza en su borde oriental.
|  |

Es un cráter desgastado y erosionado, con un borde irregular y una pared interna marcada por múltiples impactos pequeños. Una breve cadena de cráteres forma una hendidura en la cara interior occidental. El interior es bastante plano, pero también aparece marcado por una multitud de pequeños cráteres. Una serie de crestas centrales de poca altura se sitúan al sur y al noreste del punto medio.
Antes de ser nombrado en 1970 por la UAI, era conocido como "Cráter 212".

## Cráteres satélite
Por convención estos elementos son identificados en los mapas lunares poniendo la letra en el lado del punto medio del cráter que está más cercano a Ostwald.
|         | \| Ostwald \| Coordenadas \| Diámetro \| \| ------- \| ------------------------------ \| -------- \| \| Y \| 13°36′N 121°00′E / 13.6, 121.0 \| 24 km \| |          |
| Ostwald | Coordenadas | Diámetro |
| Y       | 13°36′N 121°00′E / 13.6, 121.0 | 24 km    |